# Hino (Tokio)
Hino (jap. 日野市, -shi) ist eine Stadt in der japanischen Präfektur Tokio, etwa 40 km westlich von Tokio.

## Geographie
Der Asakawa durchfließt die Stadt von Westen nach Osten und mündet hier in den Tama, in dem die nordöstliche Stadtgrenze verläuft.

## Geschichte
Die Stadt wurde am 3. November 1963 gegründet.

## Sehenswürdigkeiten
- Keio Rail-Land, Eisenbahnmuseum
- Tama-Zoo (多摩動物公園, Tama dōbutsu kōen)
- Takahata Fudo – ein buddhistischer Tempel
- TamaTech – ein Motorsport-Freizeitpark im Tama-Hügelland (2009 geschlossen)

## Verkehr
- Straße:
  - Chūō-Autobahn
  - Nationalstraße 20
- Zug:

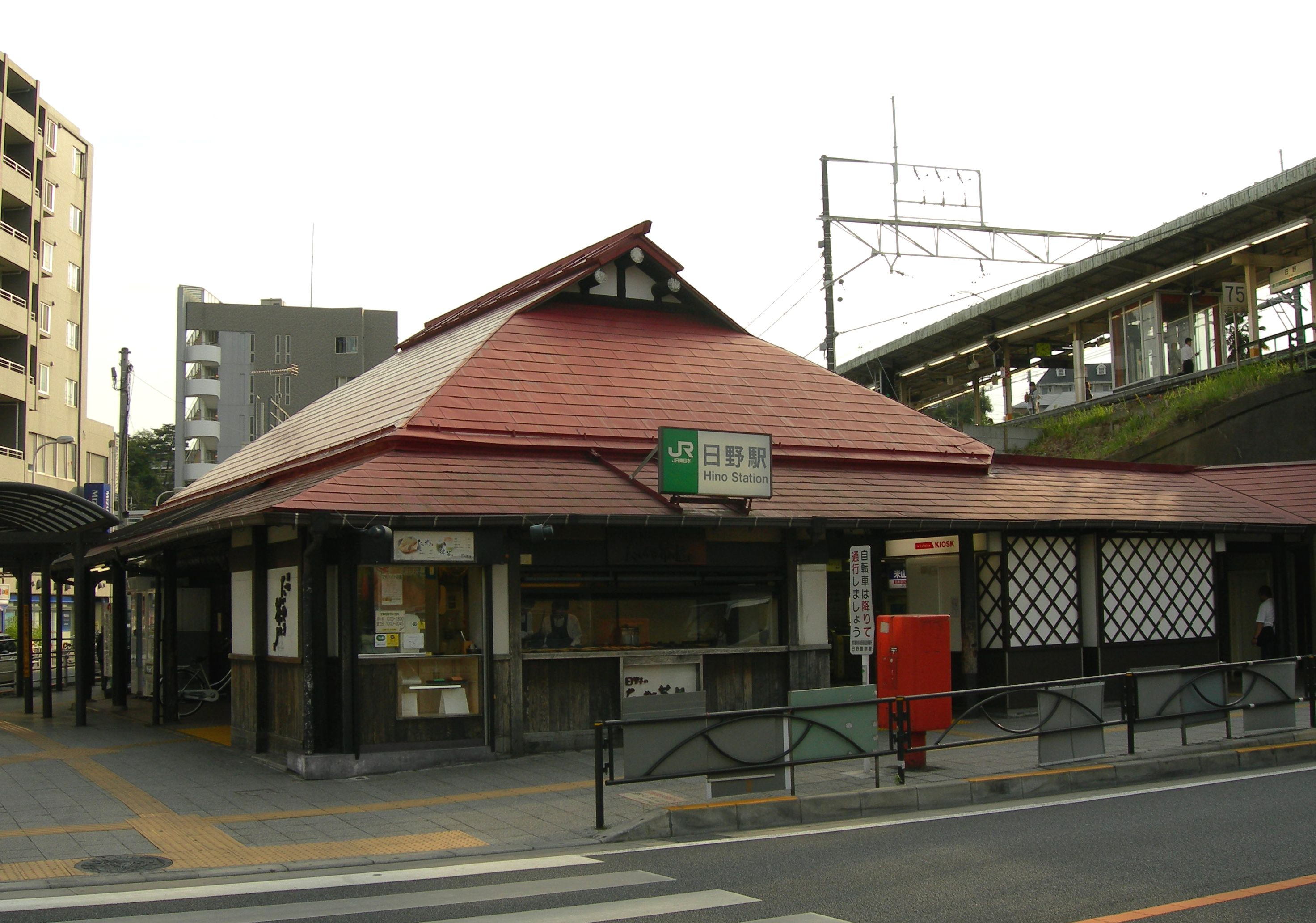
Bahnhof Hino

  - JR Chūō-Hauptlinie, Bahnhof Hino und Bahnhof Toyoda nach Tōkyō oder Nagoya
  - Einschienenbahn Tama

## Wirtschaft
Hino ist Sitz des Fahrzeugherstellers Hino Jidōsha.

## Sohne und Töchter der Stadt
- Taichi Hara (* 1999), Fußballspieler
- Tomonobu Hiroi (* 1985), Fußballspieler
- William Popp (* 1994), Fußballspieler
- Hijikata Toshizō (1835–1869), stellvertretender Kommandeur der Shinsengumi
- Hitonari Tsuji (* 1959), Schriftsteller, Musiker, Fotograf und Regisseur

## Weblinks

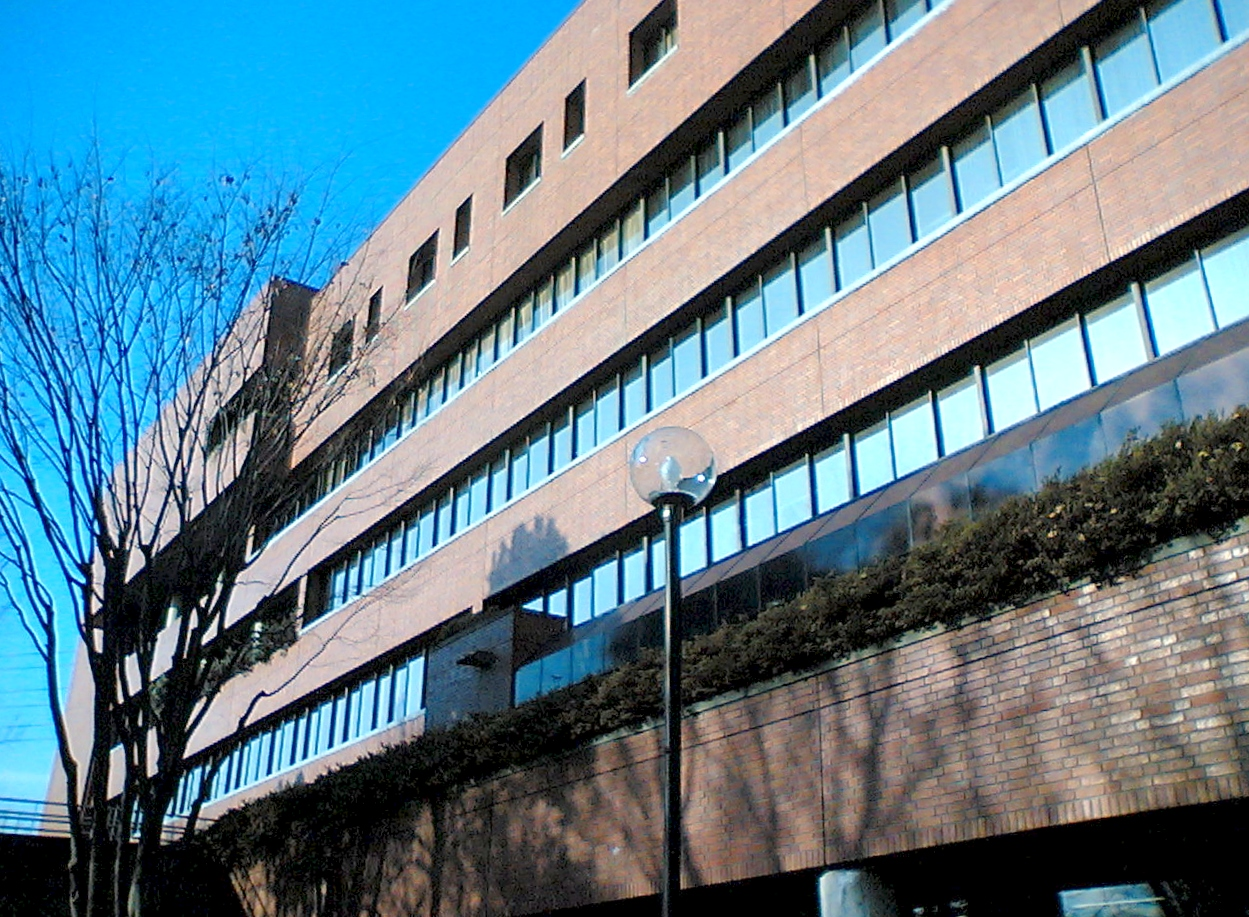
Rathaus von Hino

## Angrenzende Städte und Gemeinden
- Hachioji
- Fuchū
- Kunitachi
- Tachikawa
- Tama
- Akishima